# Покровка (городской округ город Выкса)
Покровка — деревня в городском округе город Выкса Нижегородской области России, входящая в административно-территориальное образование Новодмитриевский сельсовет. Население — 165 (2010) чел.

## Общая физико-географическая характеристика
Географическое положение
По автомобильным дорогам расстояние до областного центра — города Нижнего Новгорода — составляет 230 км, до окружного центра — города Выксы — 31 км. На западе деревни протекает река Железница, на востоке — ручей Крутой. Абсолютная высота — 146 метров над уровнем моря.
Часовой пояс
Покровка, как и вся Нижегородская область, находится в часовой зоне МСК (московское время). Смещение применяемого времени относительно UTC составляет +3:00.

## Население
| 1999 | 2002 | 2010 |
| ---- | ---- | ---- |
| 279  | ↘221 | ↘165 |

Национальный состав
Согласно результатам переписи 2002 года, в национальной структуре населения русские составляли  98 % из 221 человека.